# (257261) Ovechkin
(257261) Ovechkin est un astéroïde de la ceinture principale.

## Description
(257261) Ovechkin est un astéroïde de la ceinture principale. Il fut découvert le 31 mars 2009 à Tzec Maun par Léonid Vladimirovitch Élénine. Il présente une orbite caractérisée par un demi-grand axe de 2,38 UA, une excentricité de 0,14 et une inclinaison de 2,2° par rapport à l'écliptique.

## Compléments